# FK Alay Och
Maillots
Le Futbal Klubu Alay Och (en kirghize : футбол клубу Алай Ош), plus couramment abrégé en Alay Och, est un club kirghiz de football fondé en 1960 et basé dans la ville d'Och.

## Historique
Fondé en 1960 sous le nom de FK Och, le club est l'un des membres fondateurs du Championnat national, fondé en 1992. Il termine cette première édition sur le podium, à la troisième place. En 1996, le club fusionne avec un autre club de la ville, le Dinamo Och, tout en gardant son nom originel. Il attend la saison 2013 pour ouvrir son palmarès, en réalisant le doublé Coupe-championnat, avant de gagner un second titre de champion en 2015. C'est actuellement le seul club kirghize à avoir disputé la totalité des éditions du championnat national, sans jamais avoir été relégué.
Au niveau continental, il découvre les compétitions internationales en 1994, grâce à sa place de finaliste de la Coupe du Kirghizistan, qui lui permet de se qualifier pour la Coupe des Coupes. Le baptême est douloureux avec quatre défaites en autant de rencontres. Les deux titres de champions sont autant de billets pour la Coupe de l'AFC, où le club entre à chaque fois lors des barrages. En 2014, il réussit à accéder à la phase de poules en éliminant les Palestiniens du Shabab Al-Dhahiriya après la séance de tirs au but mais termine dernier de la poule, sans gagner le moindre match. Deux ans plus tard, l'aventure s'arrête prématurément à la suite de l'élimination en barrages par la formation libanaise du Tripoli Sporting Club.

## Palmarès
| Compétitions nationales |
| --- |
| - Championnat du Kirghizistan (4) : - Vainqueur : 2013, 2015, 2016 et 2017. - Coupe du Kirghizistan (2) : - Vainqueur : 2013, 2020. - Finaliste : 1992, 1994, 1997, 1998, 2000, 2009, 2016, 2017 et 2018. |

## Personnalités du club

### Présidents du club
- Ajtamamat Kadyrbaïew
- Ulugbek Salymbekov

### Entraîneurs du club
- Bakyt Mamatov
- Boris Podkorytov